# Maj
Maj måned er opkaldt efter bjergnymfen Maia, Hermes' moder og forbundet med fertilitet og plantevækst. Ældre dansk navn majmåned.
I kunsten er maj emnet for sangen Kom, maj, du søde milde, en oprindeligt tysk sang skrevet af C.A. Overbeck og med melodi af Mozart.
Holger Drachmanns Se, det summer af sol over engen fra 1897 kaldes også Maj-visen, og Viggo Stuckenbergs digt med begyndelselinjen Nu springer Vaaren fra sin Seng hedder Første Maj.
I astrologien er majs stjernetegn Tyren og Tvillingerne. 

## Maj i Danmark

### Normaltal for maj
- Middeltemperatur: 11,4 °C
- Nedbør: 47 mm
- Soltimer: 236

### Vejrrekorder for maj måned
- 1892 - Den højeste lufttemperatur målt i maj: 32,8 °C i Herning.
- 1900 - Den laveste lufttemperatur målt i maj: -8,0 °C i Gludsted Plantage.
- 1902 – Den koldeste maj med en middeltemperatur på 8,1 °C. Max- og minimumtemperaturen var hhv. 26,5 og -5,2 °C.
- 1959 – Den tørreste maj med kun 9 mm nedbør.
- 1983 – Maj 1983 satte 2 vejrrekorder. Det var både den solfattigste med kun 103 soltimer og den vådeste med hele 138 mm nedbør.
- 2008 – Den næstmest solrige måned nogensinde med 347 soltimer, samt den fjerdetørreste med kun 13 mm nedbør.[2][3]
- 2018 - Den varmeste og mest solrige maj måned i Danmark med gennemsnitstemperatur på 15,0° og 363 solskinstimer. Max- og minimumtemperaturen var hhv. 29,3 og -1,3°.[4]